# 再築
再築（さいちく）とは、一般社団法人全国古民家再生協会が提唱する概念であり、持続可能な循環型建築のために古民家などに使われていた木材＝古材の再活用をおこない建築する建物やリフォーム工事、建物の長寿命化のために国産木材を利用して建築する建物やリフォーム工事のことを指す。

## 再築認定
再築認定とは、古民家鑑定士が調査し、伝統再築士が携わった古民家の改修・リフォームが再築の基準に適合しているか審査し認定する制度。 再築された物件として認定されるには、全国古民家再生協会連絡会議に構成される古民家再生協会に所属した古民家鑑定士が申請を行い、審査を受ける必要がある。
認定基準のガイドラインは、#再築基準検討委員会により提出された答申を元に、一般社団法人住まい教育推進協会が取りまとめた。

## 認定基準
「対象物件を古民家鑑定士が調査し、伝統再築士が改修・リフォーム（再築）に携わること」が条件である。 申請は、全国古民家再生協会連絡会議所属の古民家鑑定士が行い、審査を通過した物件が認定される。
認定基準のガイドラインは、#再築基準検討委員会により提出された答申を元に、一般社団法人住まい教育推進協会が取りまとめた。
本年度は、寒さを解決する方法・伝統構法の真壁造の断熱基準を取りまとめるべく再築基準検討委員会（断熱）において、各地域の古民家再生協会での施工実績や断熱材メーカーも参加、土屋喬雄氏（東洋大学名誉教授）の指導のもと議論が行われている。 断熱基準は全国を複数の地域に分け、委員会では各地域での断熱材の選定並びに施工法を取りまとめ、平成２７年２月全国古民家再生協会連絡会議全国会員大会で答申が行われる予定。

## 再築大賞
再築大賞とは「再利用できる資材を活用し、身体・環境に配慮した長期耐用住宅」における建設事業者の技術を多くの方に伝えることと、国産木材の利用拡大、地産地消、持続可能な循環型建築社会の創造で二酸化炭素の削減を目的とし、2つの部門を設け、全国の設計者・施工業者から全国古民家再生協会にて策定した「再築基準」を満たす作品を募集、一般投票と一般社団法人住まい教育推進協会の選定によって「再築大賞」を実施している。
作品応募は設計者・施工業者など建築や設計に携わっている方であれば誰でも可能で、一定期間募集した後にだれでも投票に参加することができる。